# Рубинштейн, Амнон
Амно́н Рубинште́йн (ивр. אמנון רובינשטיין‎; 5 сентября 1931, Тель-Авив, Подмандатная Палестина — 18 января 2024, Тель-Авив) — израильский учёный-правовед и политик. Министр в нескольких правительствах Израиля, лауреат Премии Израиля 2006 года в области права.

## Образование и профессиональная деятельность
Амнон Рубинштейн получил первую академическую степень в области экономики и международных отношений в Еврейском университете в Иерусалиме. Там же он получил степень магистра права, а затем степень доктора философии в Лондонской школе экономики.
Преподавал юриспруденцию в Тель-Авивском университете, был деканом юридического факультета этого университета. Позже был деканом юридической школы Радзинера Междисциплинарного центра в Герцлии, а затем ректором Междисциплинарного центра.
Профессор Рубинштейн является автором ряда монографий в области права, политологии и современной истории. Некоторые из его работ переведены на другие языки, в том числе на русский. В его редакции вышел вузовский учебник конституционного права Израиля. В 2005—2007 годах в издательстве «Шокен» были также изданы три написанных им романа. Ещё два романа вышли в 2009 и 2010 годах в издательстве «Киннерет Змора».
Рубинштейн является почётным доктором ряда израильских и зарубежных вузов.

## Монографии
- Jurisdiction and Illegality. A Study in Public Law. — Oxford University Press, 1965. — 268 с. — ISBN 0198251629.
- Моральное принуждение в обществе вседозволенности = אכיפת מוסר בחברה מתירנית. — Тель-Авив: Шокен, 1975. — 152 с.
- Быть свободным народом = להיות עם חופשי. — Тель-Авив: Шокен, 1977. — 216 с.
- От Герцля до Гуш Эмуним и обратно = מהרצל עד גוש אמונים ובחזרה. — Тель-Авив: Шокен, 1980. — 168 с. — ISBN 965-19-0042-3.
- Конституционное право Государства Израиль = המשפט הקונסטיטוציוני של מדינת ישראל. — Тель-Авив: Шокен, 1991. — Т. 1—2.
- От Герцля до Рабина и дальше = מהרצל עד רבין והלאה. — Тель-Авив: Шокен, 1997. — 328 с. — ISBN 965-19-0441-0.
- Амнон Рубинштейн, Александр Якобсон. Израиль и другие народы: государство еврейской нации и права человека (Israel and The Family of Nations: The Jewish Nation-State and Human Rights). — NY: Taylor & Francis, 2008. — 246 с. — ISBN 0-415-46441-2.

## Политическая деятельность
В середине 1970-х годов Амнон Рубинштейн стал организатором и лидером «Движения за перемены» («Шинуй», ивр. התנועה לשינוי‎), выдвигавшего лозунги свободы предпринимательства, борьбы с коррупцией, необходимости принятия конституции и большей открытости общества. Накануне выборов в кнессет IX созыва «Шинуй» объединился с «Движением за перемены» под руководством Игаэля Ядина в общий список «Демократическое движение за перемены» (ДАШ, ивр. התנועה הדמוקרטית לשינוי, ד"ש‎). ДАШ получил 15 мандатов на выборах в кнессет, но поскольку у Менахема Бегина, лидера партии-победительницы «Ликуд», был «запирающий блок», состоявший из правых и религиозных партий, то для либерального списка ДАШ сразу места в правящей коалиции не нашлось. Левые члены фракции возражали против присоединения к правой коалиции и отказа от основных принципов, заложенных в программу партии, однако со временем позиция правого лагеря в блоке возобладала и ДАШ вошёл в возглавляемое Бегином правительство. Рубинштейн, второй в партийном списке ДАШ, не стал претендовать на одно из четырёх полученных блоком министерских кресел и ограничился участием в комиссии кнессета по иностранным делам и безопасности, а по ходу каденции центростремительные тенденции в ДАШ стали столь сильны, что блок развалился на три части. Таким образом, Рубинштейн закончил каденцию в роли лидера партийного списка «Шинуй».
Партия «Шинуй» продолжала участвовать в выборах в кнессет и в дальнейшем, сначала самостоятельным списком, а потом (с 1992 года) в составе блока «Мерец». Рубинштейн постоянно входил в состав кнессета вплоть до XV созыва. В кнессете XI созыва Рубинштейн возглавлял комиссию по этике. В эту же каденцию он был включён в состав правительства национального единства и почти три года занимал пост министра связи.
После успеха блока «Мерец» на выборах 1992 года Рубинштейн, как один из лидеров списка, снова вошёл в состав правительства. Вначале под его начало были отданы министерство науки и технологии и министерство энергии и инфраструктур, но вскоре, в связи с политическими трениями в коалиции, Рубинштейн поменялся местами с лидером блока Шуламит Алони, став министром образования. Эту должность он занимал три года, с июня 1993 по июнь 1996 года. В качестве министра образования Рубинштейн воплощал в жизнь принципы равенства, за которые ратовал как юрист и парламентарий.
Во время работы в министерстве он способствовал появлению в Израиле многочисленных колледжей, наряду с университетами дающих возможность получения высшего образования более широким слоям населения, а также добился уменьшения числа выпускных экзаменов в школах с одновременным введением лотерейного розыгрыша сдаваемых дисциплин на каждый учебный год.
В следующие две парламентские каденции Рубинштейн уже не входил в правительство, но занимал посты председателя комиссий кнессета: в кнессете XIV созыва — комиссии по экономике, а в следующую каденцию — законодательной комиссии и комиссии по вопросам государственного контроля. Он также входил в особую комиссию кнессета по назначению судей.
За время своей работы в кнессете Рубинштейн подготовил проекты и инициировал принятие двух Основных законов Государства Израиль, посвящённых правам человека — Основного закона о свободе деятельности и Основного закона о достоинстве и свободе человека.
Рубинштейн входил в состав израильской делегации в Совете Европы и был членом юридического комитета Совета Европы — Венецианской комиссии. Он также входил в президиум и был вице-председателем Либерального Интернационала.
Скончался в январе 2024 года в возрасте 92 лет, оставив после себя жену Рони и двух детей.

## Признание заслуг
В 2006 году Рубинштейну была присуждена Премия Израиля. Комитет по вручению премии в своём решении назвал профессора Рубинштейна отцом израильского конституционного права, а его учебник по конституционному праву основным текстом по этой теме в Израиле. Судьи также отметили:

Как в своих глубоких научных работах, так и в своей разнообразной общественной деятельности он руководствуется ценностями демократии, равенства и прав человека. На юридическом и общественном поприще в Израиле лишь немногие могут сравниться с профессором Амноном Рубинштейном в пользе, принесённой Государству Израиль в качестве публичной фигуры, члена законодательной и исполнительной ветвей власти, и в качестве блестящего исследователя и специалиста в области права.
Оригинальный текст (англ.)In both his profound academic writings and his diverse public activities, he advances the values of democracy, equality and human rights. In the legal and public arena in Israel, there are few who can equal Prof. Amnon Rubinstein’s contribution to the State of Israel, as a public figure, a member of the legislative and executive branches of government, and as a brilliant researcher and legal expert.

В 2003 году Рубинштейн был удостоен специальной награды от израильского Движения за чистоту администрации (англ. Movement for Quality Government).
В 2012 году вышла книга «Судебная система и человек», посвящённая Амнону Рубинштейну. Эта книга — сборник статей на темы управления, общественной жизни и образования в Израиле, а также литературы на иврите. В одной из статей книги, «Сионизм и мультикультурализм», Александр Якобсон пишет о Рубинштейне:

Он был для меня и является до сих пор примером приверженности свободе и уважению к человеку, с одной стороны, а также еврейскому народу и его государству, с другой стороны. На самом деле, здесь нет двух сторон — когда он говорит «Израиль», он имеет в виду и то, и другое, без разделения.
Оригинальный текст (иврит)הוא היה בעבורי במשך
שנים רבות, ועודנו כיום, דוגמה חיה למחויבות מלאה לחופש ולכבוד האדם, מצד אחד, 
ולעם היהודי ולמדינתו, מצד אחר. למעשה, אין כאן שני צדדים – כאשר הוא אומר
"ישראל", הוא מתכוון לשניהם, ללא הפרדה